# Party Animals
De Party Animals is een Nederlandse houseband die in de tweede helft van de jaren 90 enkele grote hits had. In de jaren 90 produceerden de Party Animals voornamelijk happy hardcore, later verschoof dit naar hardcore house.

## Geschiedenis

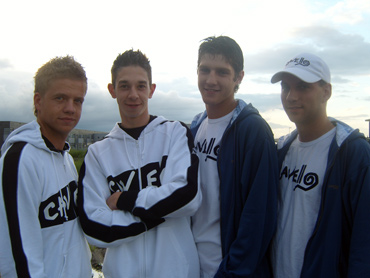
Party Animals in 2008

De eerste kennismaking met de Party Animals was in de videoclip van de Flamman & Abraxas-mix van I Wanna Be a Hippy van Technohead. In de videoclip waren drie gabbers en een hippie te zien. De producers (Jeroen Flamman & Jeff 'Abraxas' Porter), die achter de remix zaten, ontdekten de vier en vrij snel na de hit gingen de Party Animals als eigen groep verder.
Hun eerste single Have You Ever Been Mellow, gezongen door Suzanna Mangar, werd meteen een nummer 1-hit. Ook hun tweede (Hava Naquila, goud) en derde (Aquarius, platina) single bereikten de nummer 1-positie in Nederland. De Party Animals veroverden ook andere landen. Zo hadden ze met Atomic een grote hit in Hongkong.
Aan het eind van de jaren 90 hadden de Party Animals nog enkele hits met My Way en Hawaï 5-0. Vanaf 2000 bleef het enkele jaren stil rondom de Party Animals.
In 2002 werd de groep echter herontdekt op een studentenfeest in Delft op K.S.V. Sanctus Virgilius, toen Jeroen Flamman ontdekte hoe populair de singles van de Party Animals nog waren. Besloten werd het project nieuw leven in te blazen. Eind 2002 kwam een nieuwe single Life Is Short uit, waarna eind 2003 de single Xanadu volgde met Jorinde Moll in de videoclip.
Begin 2005 werd Wazzup! uitgebracht, een cover van het nummer What's Up?, waar de 4 Non Blondes in 1993 een grote hit mee hadden.
In het voorjaar van 2006 bracht de groep drie singles uit: in Duitsland verscheen How Do U Do? op vinyl, in Nederland waren Bad Boys en Animal Song ('dubbele A-kant') de nieuwe singles. In december 2006 werd How Do You Do? in Nederland in een nieuw jasje uitgebracht, samen met de ballad PA Yeah. Ook deze single heeft een 'dubbele A-kant'. In maart 2008 verscheen de single Electricity en vanaf januari 2009 was Do You Want to Hold Me te vinden op diverse muziekdownloadsites.
In het voorjaar van 2009 kondigden Flamman & Abraxas aan op zoek te zijn naar nieuwe groepsleden. Michael en Youri namen in juli van dat jaar officieel afscheid van de groep. Zij werden vervangen door Martijn en Jan. In de zomer trad de groep op tijdens Mystery Land. In 2010 was de derde generatie Party Animals een feit: Kelvin en Eb namen de plaats van Kenney en Jordi in. De nieuwe groep zette het succes voort en treden nog steeds wekelijks door heel Nederland op.
In mei 2012 verscheen na enkele jaren radiostilte een nieuwe single van de groep: I Like Oranje. Deze remake van We Like to Party werd opgenomen in het kader van een EK-campagne van bandenbedrijf Continental. Later dat jaar vertrok EB en werd Patrick de nieuwe vierde Party Animal.
In 2014 verliet Kelvin de groep en werd zijn plek ingenomen door Kevin. In de zomer traden de Party Animals op in een volle Alpha-tent tijdens Lowlands. In september verscheen er een nieuw album, Greatest Hits & Undergrond Anthems, met daarop de singles van 1995 tot 2014, aangevuld met hardere tracks en remixen. Tevens staat hier de nieuwe single This Moment op. Martijn en Jan verlieten de groep als vaste Animal en werden opgevolgd door Wesley en Bruce. Later namen Harley en Bonno de plek in van Kevin en Bruce, waarmee de grens van twintig verschillende Party Animals doorbroken werd.
In 2024 kreeg de groep een volledig nieuwe bezetting, bestaande uit Rick, Roderick, Tim en Dali. Martijn en Wesley bleven actief als "reserve-Animals". De vier nieuwe gezichten waren te zien in remake van de originele videoclip van Have You Ever Been Mellow?, die gemaakt werd voor een remix van Dr. Rude. Deze remix verscheen op een speciale release om de 25e verjaardag van de eerste nummer 1-hit én het bereiken van de grens van 35.000.000 streams op Spotify te vieren.

## Leden

### Producers
- Jeff Porter (1995-heden)
- Jeroen Flamman (1995-heden)

### Animals
- Evert van Buschbach (1995-1997)
- David Adam (1995-1996)
- Dennis Adam (MC Remsy) (1995-1997)(2002-2004)
- Paul Grommé (1995-2000)
- Patrick de Moor (1996-1998)
- Robert (1996-2000)
- Michael (1997-2000, 2002-2009)
- Thijs Timmer (1998-2000)
- Youri (2002-2009)
- Jordi (2002-2010)
- Kenney (2004-2010)
- Martijn (2009-2014, nog actief als invaller)
- Jan (2009-2015)
- Kelvin (2010-2014)
- Eb (2010-2012)
- Patrick (2012-2023)
- Kevin (2013-2017)
- Wesley (2014-2023, nog actief als invaller)
- Bruce (2015-2017)
- Bonno (2017-2024)
- Harley (2018-2024)
- Rick (2019-heden)
- Tim (2023-heden)
- Roderick (2023-heden)
- Dali (2023-heden)

## Discografie

### Albums
| Album met eventuele hitnotering(en) in de Nederlandse Album Top 100 | Datum van verschijnen | Datum van binnenkomst | Hoogste positie | Aantal weken | Opmerkingen |
| ------------------------------------------------------------------- | --------------------- | --------------------- | --------------- | ------------ | ----------- |
| Good Vibrations                                                     | 1996                  | 03-08-1996            | 4               | 15           | Goud        |
| Party@worldaccess.nl                                                | 1997                  | 09-08-1997            | 4               | 7            |             |
| Hosanna Superstar                                                   | 1998                  | -                     |                 |              |             |
| Gang of 4                                                           | 2004                  | 17-07-2004            | 50              | 6            |             |
| Greatest Hits & Underground Anthems                                 | 2014                  | 20-09-2014            | 98              | 1            |             |

### Singles
| Single met eventuele hitnotering(en) in de Nederlandse Top 40   | Datum van verschijnen | Datum van binnenkomst | Hoogste positie | Aantal weken | Opmerkingen                 |
| --------------------------------------------------------------- | --------------------- | --------------------- | --------------- | ------------ | --------------------------- |
| Have You Ever Been Mellow                                       | 1995                  | 20-01-1996            | 1(1wk)          | 11           | Goud                        |
| Hava Naquila                                                    | 1996                  | 06-04-1996            | 1(3wk)          | 12           | Goud / Alarmschijf          |
| Aquarius                                                        | 1996                  | 27-07-1996            | 1(3wk)          | 11           | Platina / Alarmschijf       |
| We Like to Party                                                | 1997                  | 01-03-1997            | 6               | 9            |                             |
| Atomic                                                          | 1997                  | 10-05-1997            | 8               | 12           |                             |
| My Way                                                          | 1997                  | 06-09-1997            | 19              | 4            |                             |
| Whatever!                                                       | 1998                  | 14-02-1998            | 35              | 3            | met Sugar Baby              |
| Hawaii 5-0                                                      | 1998                  | 06-06-1998            | 24              | 4            |                             |
| The Show                                                        | 1998                  | 14-11-1998            | tip21           | -            |                             |
| Life Is Short                                                   | 2002                  | -                     |                 |              | nr. 91 in de Single Top 100 |
| Xanadu                                                          | 2003                  | 29-11-2003            | tip10           | -            | nr. 78 in de Single Top 100 |
| Total Confusion                                                 | 2004                  | -                     |                 |              | nr. 92 in de Single Top 100 |
| Wazzup!                                                         | 2005                  | -                     |                 |              |                             |
| Bad Boys/Animal Song                                            | 2006                  | -                     |                 |              | nr. 58 in de Single Top 100 |
| P.A. Yeah!/How Do U Do?                                         | 2006                  | -                     |                 |              | nr. 45 in de Single Top 100 |
| Electricity                                                     | 2008                  | -                     |                 |              | nr. 77 in de Single Top 100 |
| Do You Want to Hold Me                                          | 2009                  | -                     |                 |              |                             |
| Fight for Your Right (to Party)                                 | 2009                  | -                     |                 |              |                             |
| I Like Oranje                                                   | 2012                  | -                     |                 |              |                             |
| This Moment                                                     | 2014                  | -                     |                 |              |                             |
| Have You Ever Been Mellow? (Dr. Rude presents Tempo Team Remix) | 2024                  | -                     |                 |              |                             |

### NPO Radio 2 Top 2000
| Nummer met noteringen in de NPO Radio 2 Top 2000 | '18  | '19  | '20  | '21  |
| ------------------------------------------------ | ---- | ---- | ---- | ---- |
| Have You Ever Been Mellow                        | 1962 | 1928 | 1858 | 1755 |

1. ↑  Een vetgedrukt getal geeft de hoogste notering aan.
2. ↑  2018 was het eerste jaar met een notering voor dit nummer.
3. ↑  Deze tabel is bijgewerkt tot en met de laatste editie (2024).